# Duits voetbalkampioenschap 1946/47
In 1946/47 werd in Duitsland geen officieel voetbalkampioenschap gespeeld. Toch werden er overal in het land competities georganiseerd, echter was er geen eindronde voor de algemene titel. 
In het tweede jaar na de Tweede Wereldoorlog was het voetbal nog steeds opgedeeld over de vier bezettingszones: De Amerikaanse, Britse, Franse en Sovjet-Bezettingszone.
In de Amerikaanse zone werd de Oberliga Süd 1946/47 gespeeld, met twintig clubs en 1. FC Nürnberg als kampioen. In de Franse zone werd de Oberliga Südwest 1946/47 gespeeld. Hier waren twee groepen en 1. FC Kaiserslautern werd hier algemeen kampioen. In Berlijn was er een competitie met twaalf clubs die gewonnen werd door SG Charlottenburg, de opvolger van traditieclub Tennis Borussia Berlin. 
In de Britse zone was er nog geen grote competitie, maar regionale competities zoals deze ook voor 1933 veel voorkwamen. Er namen 8 clubs deel aan de eindronde, waar Hamburger SV als kampioen uit de bus kwam. 
In de Sovjet-zone was er net als vorig jaar geen grote competitie, wel waren er enkele lokale competities. Net zoals in Berlijn mochten enkel teams (Sportgemeinschaften) voor stadsdelen deelnemen en waren de traditienamen uit den boze. 
1902/03 · 
1903/04 · 
1904/05 · 
1905/06 · 
1906/07 · 
1907/08 · 
1908/09 · 
1909/10 · 
1910/11 · 
1911/12 · 
1912/13 · 
1913/14 · 
1914-1919 · 
1919/20 · 
1920/21 · 
1921/22 · 
1922/23 · 
1923/24 · 
1924/25 · 
1925/26 · 
1926/27 · 
1927/28 · 
1928/29 · 
1929/30 · 
1930/31 · 
1931/32 · 
1932/33 · 
1933/34 · 
1934/35 · 
1935/36 · 
1936/37 · 
1937/38 · 
1938/39 · 
1939/40 · 
1940/41 · 
1941/42 · 
1942/43 · 
1943/44 · 
1944/45 · 
1945/46 · 
1946/47 · 
1947/48 · 
1948/49 · 
1949/50 · 
1950/51 · 
1951/52 · 
1952/53 · 
1953/54 · 
1954/55 · 
1955/56 · 
1956/57 · 
1957/58 · 
1958/59 · 
1959/60 · 
1960/61 · 
1961/62 · 
1962/63 · 
1963/64 · 
1964/65 · 
1965/66 · 
1966/67 · 
1967/68 · 
1968/69 · 
1969/70 · 
1970/71 · 
1971/72 · 
1972/73 · 
1973/74 · 
1974/75 · 
1975/76 · 
1976/77 · 
1977/78 · 
1978/79 · 
1979/80 · 
1980/81 · 
1981/82 · 
1982/83 · 
1983/84 · 
1984/85 · 
1985/86 · 
1986/87 · 
1987/88 · 
1988/89 · 
1989/90 · 
1990/91 · 
1991/92 · 
1992/93 · 
1993/94 · 
1994/95 · 
1995/96 · 
1996/97 · 
1997/98 · 
1998/99 · 
1999/00 · 
2000/01 · 
2001/02 · 
2002/03 · 
2003/04 · 
2004/05 · 
2005/06 · 
2006/07 · 
2007/08 · 
2008/09 · 
2009/10 · 
2010/11 ·
2011/12 ·
2012/13 ·
2013/14 ·
2014/15 ·
2015/16 ·
2016/17 ·
2017/18 ·
2018/19 ·
2019/20 ·
2020/21 ·
2021/22 ·
2022/23 .
2023/24